# Jan Krzywicki
Jan Krzywicki, également Janusz Pokrzywcki, né le 16 mai 1914 à Dominów et décédé le 4 novembre 1991, est un officier et diplomate polonais. Ambassadeur en Éthiopie de 1965 en 1969 et en république de Guinée de 1977 en 1980.
Ancien prisonnier du camp de concentration de Auschwitz et de celle de Buchenwald.

## Biographie

L'ambassadeur Jan Janusz Krzywicki (au milieu) devant l'ambassade du PRL à Addis-Abeba, juin 1966

Fils de Jan et Stefania. Il est issu d'une famille ouvrière. En 1929, il est diplômé de l'école primaire. Il a ensuite fait ses études au corps de cadets n°3 (pl) à Rawicz. En 1935, il réussit son examen de fin d'études secondaires et commença ses études à l'école des cadets d'infanterie, dont il obtint son diplôme en 1937. En tant que sous-lieutenant dans l'armée polonaise (pl), il est affecté au 76e régiment d'infanterie (pl) à Hrodna. En 1939, il participa à la campagne de septembre, combattant près de Wizna. Le 28 septembre, il fut interné à Birštonas, d'où il s'enfuit. Il a tenté de se rendre de Tallinn en France par bateau. Il fut détenu à bord par la Kriegsmarine en tant que citoyen polonais et emprisonné à partir de mai 1940 à la  prison Pawiak de Varsovie, d'où il fut libéré le même mois. Après sa libération, il rejoint l'Union de lutte armée à Varsovie. En juillet 1940, il fut arrêté et initialement emprisonné au château de Lublin. En octobre 1940, il fut transféré au camp de concentration d'Auschwitz et en mars 1943 au KL Buchenwald. Dans les camps, il s'est engagé dans une conspiration militaire; il entretenait également des contacts avec la clandestinité communiste. Lors de l'évacuation du camp en avril 1945, il s'échappe de la colonne et se cache jusqu'à l'entrée de l'armée américaine.
En juillet 1945, il retourna en Pologne, le mois suivant, il rejoignit le Parti ouvrier polonais (PPR) et en 1948 le Parti ouvrier unifié polonais (PZPR). En août 1945, il fut envoyé à l'académie des officiers (pl) de Rembertów. Après avoir obtenu son diplôme en novembre 1945, il travaille comme capitaine au commandement suprême (pl) et à l'état-major général (pl) de l'armée polonaise. À cette époque, il était membre de l'exécutif de l'organisation de base du parti (pl) PPR et PZPR.
De 1948 à 1950, il sert comme attaché militaire, naval et aérien à Rome. À son retour de l'établissement, il a été démis de ses fonctions d'officier d'avant-guerre. En 1956, il fut réintégré et retrouva son ancien poste. En 1957-1958, il étudie à l'académie d'état-major (pl) et obtient le grade de colonel certifié,.
Puis, jusqu'en 1970, il effectue son service militaire professionnel sous couvert. De 1959 à 1963, il fut directeur général de LOT Polish Airlines. En 1963, il devient directeur adjoint du 4e département du ministère des affaires étrangères. De 1965 à septembre 1969, il a été ambassadeur en Éthiopie. Puis au bureau des plans de défense du ministère des affaires étrangères. De février 1972 à mars 1973 (ou 1975), il a été le représentant de la république populaire polonaise auprès de la de la commission internationale de surveillance et de contrôle (pl) au Vietnam. En 1976-1977, il a été conseiller du ministre au deuxième département du ministère des affaires étrangères,. Entre 1977 et 1980, il a été ambassadeur en Guinée,.
En 1946, il reçoit la croix d'or du mérite « pour ses actions héroïques et son comportement courageux dans la lutte contre l'envahisseur allemand et pour l'accomplissement zélé de ses fonctions officielles » .
Il est mort le 4 novembre 1991 et inhumé au cimetière militaire de Powązki (parcelle A 32-4-24, son nom de tombe est Krzywicki Jan Janusz) .